# وینسنت لارسکا
وینسنت لارسکا (انگلیسی: Vincent Laresca؛ زادهٔ ۲۱ ژانویهٔ ۱۹۷۴) یک بازیگر سینما و هنرپیشه اهل ایالات متحده آمریکا است. وی از سال ۱۹۹۲ میلادی تاکنون مشغول فعالیت بوده‌است.
از فیلم‌ها یا برنامه‌های تلویزیونی که وی در آن نقش داشته‌است می‌توان به وکیل مدافع شیطان، رومئو + ژولیت، ال کانتانته، کاپ لند، دریل‌بیت تیلور، ۴۵.، موسیقی از اتاقی دیگر، پول کثیف و سایه‌های آبی اشاره کرد.